# Larisa Oleynik
Larisa Romanovna Oleynik, född 7 juni 1981 i Santa Clara County i Kalifornien i USA, är en amerikansk skådespelare.
Hennes första tid framför kameran var 1993 när hon gästspelade som Susie i avsnittet Heroes i serien Dr. Quinn.
Kellie Martin är en av hennes idoler, hon har spelat mot Joseph Gordon-Levitt i två olika filmer och i båda är hon kär i honom.
Oleynik medverkade också i de första två säsongerna av TV-serien Hawaii Five-0 där hon spelade CIA-agenten Jenna Kaye.
Sedan år 2023 spelar Oleynik en av huvudrollerna i Nickelodeon-serien Erin & Aaron. Hon spelar rollen som Sylvia Williams-Park i denna serie.

## Filmer
- River of rage: The Taking of Maggie Keene (1993) - Gail Keene
- The baby-sitters club (1995) - Dawn Schafer
- "10 orsaker att hata dig" (1999) - Bianca Stratford
- A Time For Dancing (2000) - Juliana Michaels
- 100 Girls (2000) - Wendy
- An American Rhapsody (2001) - Maria Sandor
- Bringing Rain (2003) - Ori Swords
- Pope Dreams (2006) - Maggie Venable